# Colymbotethis
Colymbotethis – wymarły rodzaj chrząszczy z podrzędu drapieżnych i nadrodziny Dytiscoidea, jedyny z monotypowej rodziny Colymbotethidae, obejmujący tylko jeden opisany gatunek, C. antecessor.

## Taksonomia
Rodzaj i gatunek typowy opisane zostały po raz pierwszy w 1993 roku przez Aleksandra Ponomarenkę na łamach Paleontological Journal. Opisu dokonano na podstawie kilkunastu skamieniałości znalezionych w Formacji Tołogoj w miejscowości Kenderłyk nad rzeką Akkölka, w paśmie Sajkan, w Rejonie Zajsan obwodu wschodniokazachstańskiego. Datuje się je na noryk w późnym triasie. Nazwę rodzajową utworzono od greckich słów kolymbos, oznaczającego „pływaka”, oraz tethe, oznaczającego „babkę”. Z kolei epitet gatunkowy antecessor oznacza po łacinie „przodka”.
Ponomarenko umieścił ten rodzaj w monotypowej rodzinie Colymbotethidae, w obrębie obejmującej chrząszcze wodne nadrodziny Dytiscoidea. Zaznaczył, że do rodziny tej należeć może również znajdywany w tych samych osadach co Colymbotethis rodzaj Necronectulus, przy czym chrząszcze te są zbyt małe, by stanowić postacie dorosłe C. antecessor. Lin klasyfikuje Necronectulus w innej rodzinie chrząszczy drapieżnych, Trachypachidae.

## Morfologia
Chrząszcz znany wyłącznie ze stadium larwalnego. Ciało larw było wrzecionowate, około czterokrotnie dłuższe niż szerokie i na wysokości podstawy odwłoka najszersze, długości od 5,5 do 10 mm i szerokości od 2,5 do 4 mm. Głowa miała Y-kształtny szew epikranialny o gałęziach dłuższych od trzonka, oczka larwalne oraz krótkie żuwaczki z dwoma oddzielonymi i zwróconymi ku sobie zębami wierzchołkowymi oraz dodatkowymi zębami w rejonie molarnym – tę ostatnią cechę współdzielił w obrębie Dytiscoidea jedynie z Coptoclavidae. Kształt głowy był niemal kwadratowy. Przedplecze było wyraźnie dłuższe od głowy i nieco dłuższe od śródplecza. Odnóża były krótkie, kroczne, o walcowatych udach i goleniach oraz stożkowatych wierzchołkowych połowach stóp. Odwłok zbudowany był z ośmiu segmentów, na tych od czwartego do siódmego występowały małe, zaokrąglone przetchlinki, a na wierzchołku ósmego przetchlinki duże. Urogomfy były krótkie, tak długie jak ostatni segment odwłoka, stożkowate, pozbawione wyraźnego członowania. 	

## Paleoekologia
Z tej samej lokalizacji znane są skamieniałości widelnic z rodzajów Siberioperla i Trianguliperla, prostoskrzydłych z rodzaju Euhagla, świerszczokaraczanów z rodzaju Ideliopsina, karaczanów z rodzaju Samaroblattella, pluskwiaków z rodzaju Woottonia, wciornastków z rodzaju Kazachothrips, chrząszczy z rodzajów Gnathosyne, Kenderlyka i Necronectulus, wojsiłek z rodzaju Liassochorista oraz muchówek z rodzaju Vladiptera.